# 2012 TC4
2012 TC4是一顆阿波羅近地小行星，直径约15米。协调世界时2017年10月12日5时12分，它在0.0003352天文單位（50,150公里）的距离外飞掠地球。
即使2012 TC4已經列在哨兵系統的名冊內，它在2077年10月12日之前還是沒有與地球碰撞的機會。
這顆小行星于2012年10月4日在0.03天文单位（4,500,000公里）以外被首次观测到，并与10月12日以0.000634天文单位（94,800公里，58,900英里）的距离飞掠地球。由于它的觀測弧只有7天，是從2012年10月4日至11日，因此当时无法准确地预测2017年的近地距离。

## 自轉
對這顆小行星光變曲線的研究發現它的自轉周期大約是12分14秒，相較於它的大小（10–20公尺）算是轉得很慢的。有著相同大小，做為比較的小行星2014 RC的自轉週期只有16秒。

## 外部連結
- NASA JPL小天體瀏覽器上的2012 TC4

- TECA Table of asteroids next close approaches to the Earth（页面存档备份，存于） — Sormano Astronomical Observatory